# Francisco José Camarasa
Francisco José Camarasa Castellar, född 27 september 1967, är en spansk före detta professionell fotbollsspelare. Han spelade som mittback för fotbollsklubbarna Valencia B och Valencia mellan 1985 och 2000. Han vann också en UEFA Intertoto Cup och en Copa del Rey. Camarasa spelade också 14 landslagsmatcher för det spanska fotbollslandslaget mellan 1993 och 1995.